# Igor Picuşceac
Igor Picușceac (n. Tiraspol, Moldavia, 27 de marzo de 1983) es un exfutbolista moldavo. Jugaba de delantero y fue profesional entre 2001 y 2016.

## Clubes
| Club                      | País     | Año         |
| ------------------------- | -------- | ----------- |
| FC Sheriff Tiraspol       | Moldavia | 2001 - 2003 |
| FC Tiraspol               | Moldavia | 2003 - 2007 |
| FC Sheriff Tiraspol       | Moldavia | 2008 - 2009 |
| Beijing Hongdeng (cedido) | China    | 2009        |
| FC Krasnodar              | Rusia    | 2009 - 2012 |
| FC Amkar Perm             | Rusia    | 2012 - 2015 |
| FC Sheriff Tiraspol       | Moldavia | 2015        |
| FC Academia UTM Chișinău  | Moldavia | 2016        |
| FC Zaria Bălți            | Moldavia | 2016        |

## Selección nacional
Ha sido internacional con la selección de fútbol de Moldavia; donde hasta ahora, ha jugado 24 partidos internacionales y ha anotado 3 goles por dicho seleccionado.

### Goles internacionales
| # | Fecha                    | Lugar                | Rival          | Gol | Resultado | Competición                                             |
| - | ------------------------ | -------------------- | -------------- | --- | --------- | ------------------------------------------------------- |
| 1 | 10 de septiembre de 2008 | Chisináu             | Israel         | 1-2 | 1-2       | Clasificación de UEFA para el Mundial de Fútbol de 2010 |
| 2 | 9 de febrero de 2011     | Lagos                | Andorra        | 1-0 | 2-1       | Partido amistoso                                        |
| 3 | 24 de mayo de 2014       | Jerez de la Frontera | Arabia Saudita | 2-0 | 4-0       | Partido amistoso                                        |